# Les Rives de la Bièvre près de Bicêtre
Les Rives de la Bièvre près de Bicêtre est une peinture réalisée par l'artiste français Henri Rousseau. Réalisée à l'huile sur toile, le décor de l'œuvre se situe la commune ouvrière de Bicêtre à la périphérie sud de Paris, et représente les bords de la Bièvre, avec en arrière-plan les aqueducs d'Arcueil et de Cachan. La peinture fait partie de la collection du Metropolitan Museum of Art de New York . 